# Луговский, Василий Денисович
Василий Денисович Луговский (15 февраля 1922, Тереховка –  27 апреля 1994) — организатор сельского хозяйства Украинской ССР, председатель колхоза «Дружба» Черниговского района Черниговской области. Герой Социалистического Труда (1973).

## Биография
Родился в селе Тереховка Черниговского района Черниговской области. Украинец.
В мае 1940 года призван в ряды РККА. Участник Великой Отечественной войны с ноября 1941 года. Воевал на Центральном и Сталинградском фронтах. 15 декабря 1942 года штурман 19-й отдельной авиационной эскадрильи 4-й воздушной армии лейтенант В. Д. Луговский, выполняя боевое задание на самолёте Р-5 в районе станции Котельниково, получил тяжёлое ранение, вследствие которого длительное время лечился в госпитале ЭГ-3414 (Орск, Оренбургская область). В ноябре 1943 года уволен из рядов РККА по состоянию здоровья.
Работал председателем райсовета Осоавиахима, инструктором райкома КПУ. С 1955 по 1989 годы — председатель колхоза «Дружба» в селе Хмельница.
Избирался депутатом Черниговского областного совета (1966—1990).
16 февраля 1987 года избран председателем Черниговского районного совета ветеранов Украины.

## Награды
Указом Президиума Верховного Совета СССР от 6 сентября 1973 года присвоено звание Героя Социалистического Труда с вручением ордена Ленина и золотой медали «Серп и Молот».
Награждён двумя орденами Ленина (1966, 1973), орденами Октябрьской Революции (1977), Отечественной войны I степени (11.03.1985), Красной Звезды (06.11.1947) и медалями.